# Fogtrein
Fogtrein es una la familia de cohetes de entrenamiento brasileña, creada en conjunto por Comando da Aeronáutica (COMAER) y Avibras, tiene objetivos de colocar en el mercado mundial cohetes de bajo costo para entrenamiento operacional de equipes y eventualmente como cohetes de pesquisa de pequeño porte.
Por su larga experiencia con los cohetes de la familia Sonda y con el sistema Astros II de misiles, la Avibras fue  selecionada para su fabricación.

## Modelos

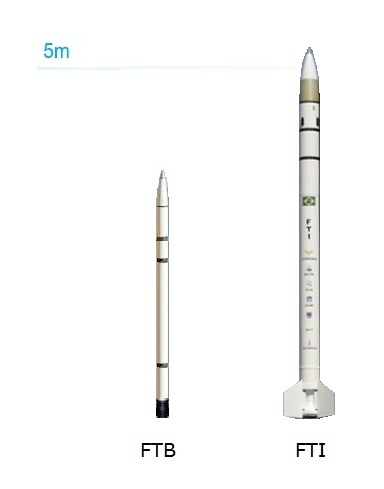
Modelos FTB y FTI.

Foguete de Treinamento Básico (FTB) - monoestádio
- Altura: 3,05 m
- Diámetro: 12,7 cm
- Massa: 67,8 kg
- Carga útil: 5 kg
- Apogeo: 30 km
- Estrena: 10 de agosto de 2009
- Lanzamientos: 23

Foguete de Treinamento Intermediário (FTI) - monoestádio
- Altura: 5,04 m
- Diámetro: 30 cm
- Massa: 490 kg
- Carga útil: 30 kg
- Apogeo: 60 km
- Estrena: 3 de agosto de 2010
- Lanzamientos: 3